# Praolia mizutanii
Praolia mizutanii là một loài bọ cánh cứng trong họ Cerambycidae.